# أليكسيا ووكر
أليكسيا ووكر (26 نوفمبر 1982 - ) (بالإنجليزية: Alexia Walker)‏ هي لاعبة كريكت بريطانية.

## وصلات خارجية
- أليكسيا ووكر على موقع إي آس بي آن كريك إنفو (الإنجليزية)